# 7541 Ніувенхейс
7541 Ніувенхейс (7541 Nieuwenhuis) — астероїд головного поясу, відкритий 16 жовтня 1977 року.
Тіссеранів параметр щодо Юпітера — 3,361.